# Ametrea nebulalis
Ametrea nebulalis är en fjärilsart som beskrevs av Walker 1865. Ametrea nebulalis ingår i släktet Ametrea och familjen Crambidae. Inga underarter finns listade i Catalogue of Life.